# Sexor
Sexor är DJn Tigas debutalbum från 2006.

## Låtlista
1. "Welcome to Planet Sexor" – 0:52
2. "(Far From) Home" – 2:43
3. "You Gonna Want Me" – 3:59
4. "High School" – 3:13
5. "Louder Than A Bomb" (Public Enemy cover)– 3:16
6. "Pleasure from the Bass" – 3:52
7. "Who's That" – 1:14
8. "Down In It" (Nine Inch Nails cover)– 3:30
9. "The Ballad of Sexor" – 3:24
10. "Good As Gold" – 7:40
11. "(Far From) Home the Speed of Sexor Reprise" – 4:34
12. "Burning Down the House" (Talking Heads cover)– 4:05
13. "3 Weeks" – 4:18